# Magnolia ovoidea
Magnolia ovoidea este o specie de plante din genul Magnolia, familia Magnoliaceae. A fost descrisă pentru prima dată de Hung T.Chang și Bao Liang Chen, și a primit numele actual de la Venkatachalam Sampath Kumar. A fost clasificată de IUCN ca specie în pericol. Conform Catalogue of Life specia Magnolia ovoidea nu are subspecii cunoscute.